# Szent Teréz-kápolna (Tarcal)
A Szent Teréz-kápolna a tarcali Terézia-domb (196 méter) tetején épült barokk stílusú katolikus kápolna.

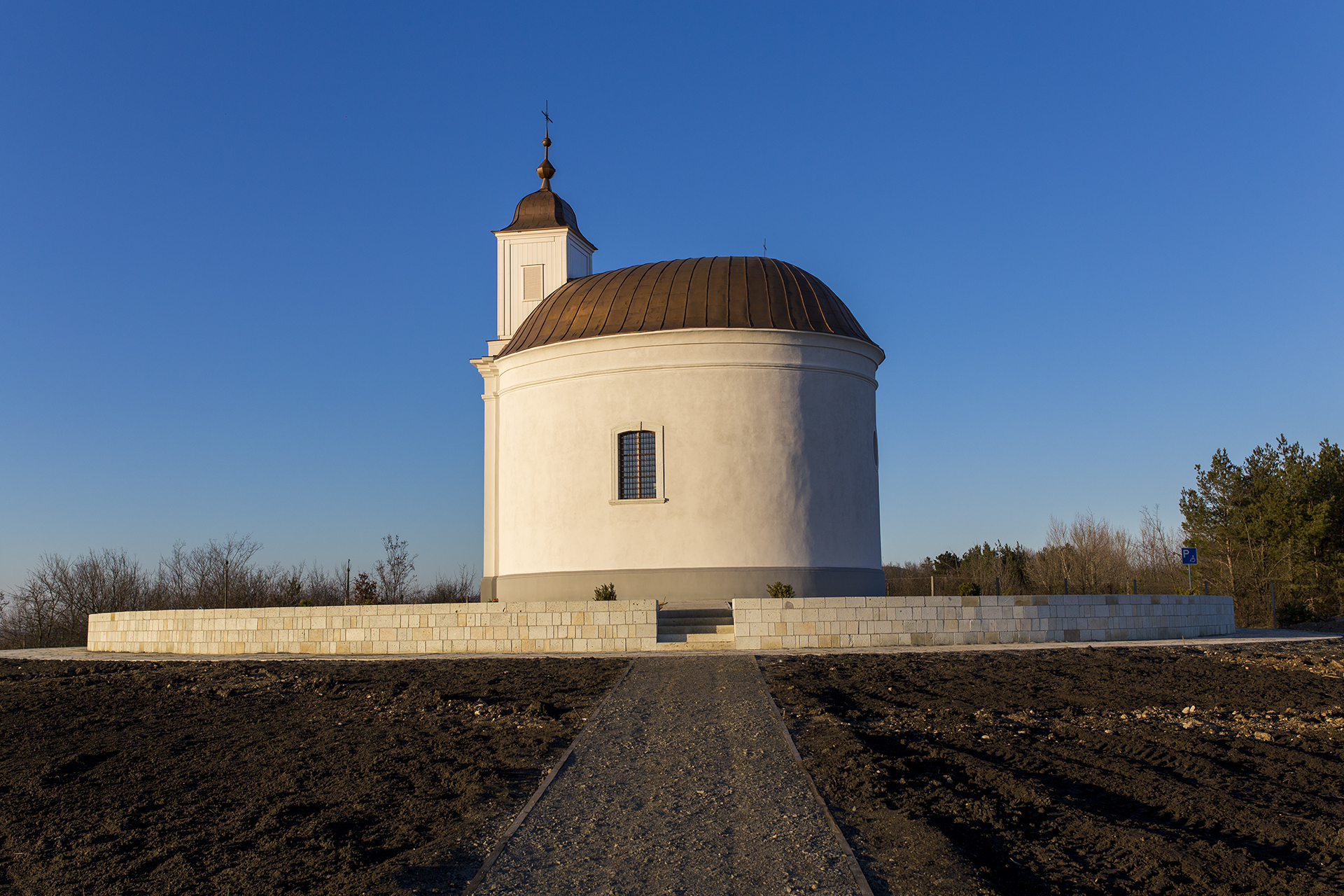
A Szent Teréz-kápolna

## Története
A kápolnát 1749-50-ben építtette Gróf Grassalkovich Antal, Drese Gottfried mesterrel  uralkodójának Mária Teréziának, hálából adományaiért. A kápolnát Szent Teréz tiszteletére szentelték fel, ugyanis a hagyományos tarcali szüretkezdő napon október 15-én Teréz napján a katolikus hívők búcsújárással tisztelegtek a szent előtt.
A második világháború után a kápolnát hamar kifosztották. Volt olyan is a rongálók között, aki a kápolna fából készült dísztárgyaiból és berendezéseiből rakott tűzön sütötte a szalonnáját.
Az épület ovális alaprajzú, gömbsüveg boltozatú, homlokzatán alacsony torony található, a bejárat feletti gerendás szerkezetű karzatra kis falépcsőn lehetett feljutni. A kápolnát az 1980-as évek végén újították fel kívülről, ekkor épült a kápolnához vezető jó minőségű szilárd burkolatú út is.
A kápolna 2015 második felében teljes körű felújításon esett át.

## A kápolna és környezetének felújítása (2015. október)

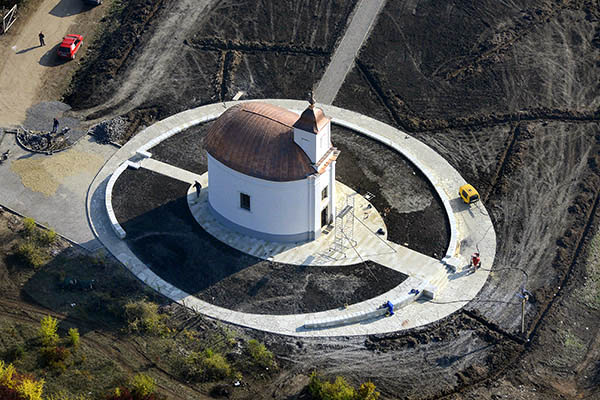
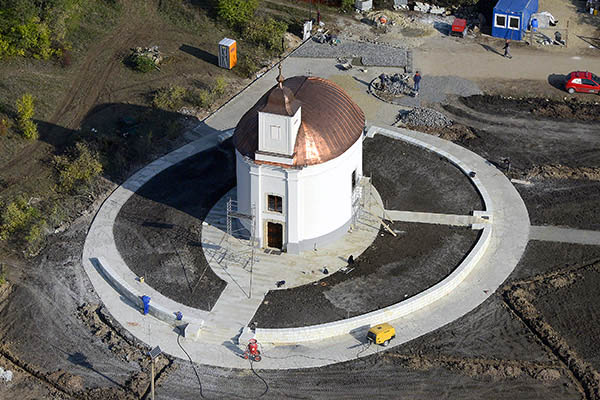
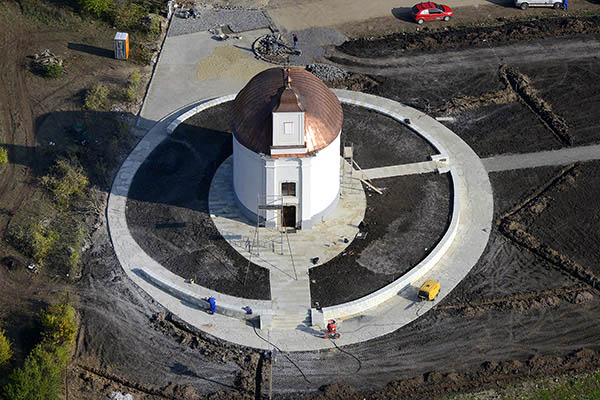
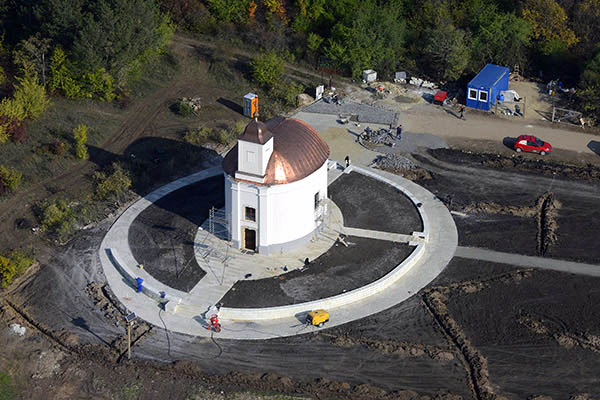
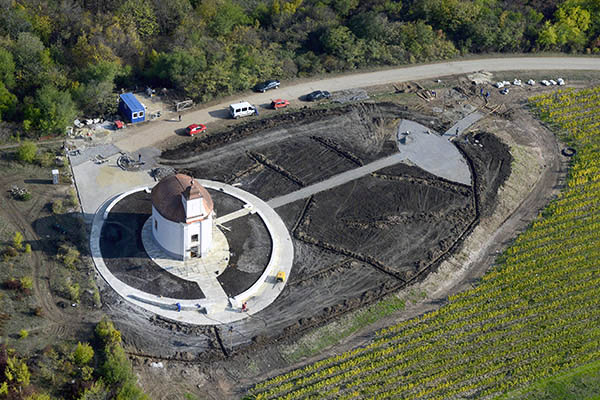

## A Szent Teréz-kápolna légi felvételeken 2017-ben

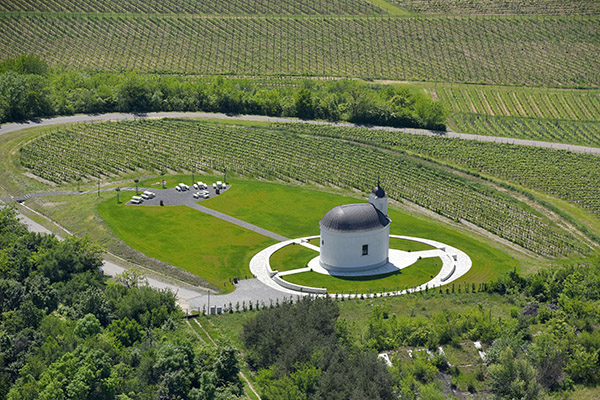
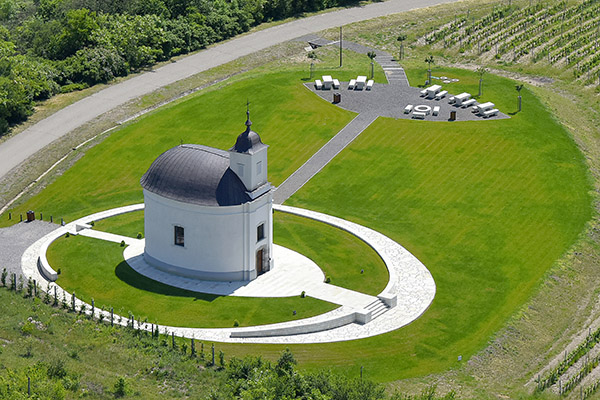
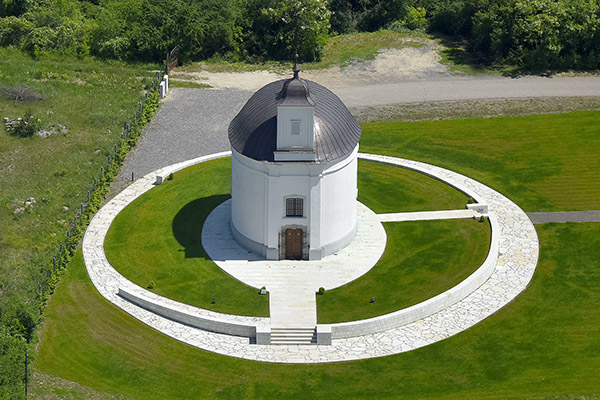
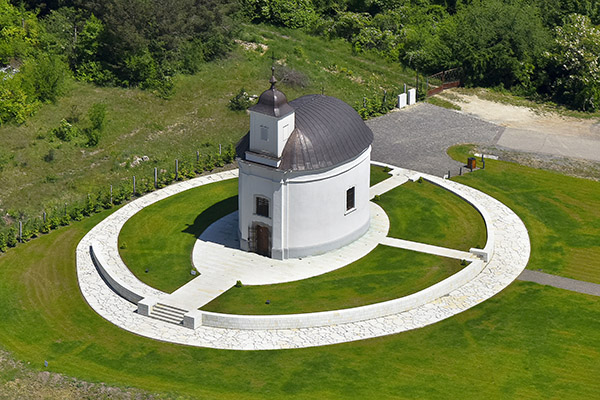